# Ritchie Blackmore's Rainbow
Ritchie Blackmore's Rainbow — дебютний студійний альбом англійського гурту Rainbow, представлений 4 серпня 1975 року. Це був перший альбом гурту. 

## Створення альбому
До 1975 року Річі Блекмор все більше і більше розчаровується у музиці Deep Purple. Вона стала більш фанковою завдяки Девіду Ковердейлу (вокалісту) та Гленну Х'юзу (басисту). Тому, в цей же час, Блекмор все більше часу проводить із музикантаму гурту Elf, зокрема із вокалістом Ронні Джеймсом Діо. У лютому 1975 року виникла перерва у турне Deep Purple, під час якої Річі із музикантами Elf вилітає у Німеччину для запису свого сольного альбому.
Формально, Річі Брекмор ще був у складі Deep Purple, проте вся його діяльність вже була спрямована до нового гурту. Іноді доходило до того, що на концерті Deep Purple він починав грати матеріал із Rainbow. 7 квітня 1975 року у Парижі відбувся останній концерт Deep Purple із Блекмором до возз'єднання «золотого складу» у 1984 році. В житті Річі розпочалась епоха Rainbow (1975—1984).
Так як на момент початку запису альбому Річі все ще був членом гурту Deep Purple, тому диск було записано на лейблі «Oyster», підрозділі «Purple Records». Перший склад гурту, членами котрого був Блекмор і колишні учасники гурту Elf, проіснував недовго. Річі постійно підміняв то одного, то іншого учасника гурту і в кінці залишився тільки Ронні Джеймс Діо. Але згодом, після записів трьох альбомів з Rainbow, і Діо звільняють з посади вокаліста в гурті.
А історія запису альбому почалась з того, що Річі Блекмор захотів записати кавер на пісню Стіва Гаммонда «Black Sheep Of The Family» (на яку вже встигли зробити кавер гурт Quatermass, в якому грав колишній колега Блекмора з The Outlaws Мік Андервуд). І також, музикант хотів записати нещодавно складений «Sixteenth Century Greensleeves», який мав стати B-side. Серед інших музикантів, які брали участь, були співак/автор текстів Ронні Джеймс Діо та барабанщик Гері Дрісколл з блюз-рок-гурту Elf, а також віолончеліст Г’ю Макдауелл з ELO. Задоволений двома треками, Блекмор вирішив продовжити сесії до повного альбому. Інші учасники Elf, клавішник Мікі Лі Соул і басист Крейг Грубер, були задіяні для запису альбому в Musicland Studios, що у Мюнхені, Західна Німеччина, протягом лютого та березня 1975 року. Хоча спочатку планувалося, що це буде сольний альбом, запис був названий як Ritchie Blackmore's Rainbow, а пізніше став проектом нового гурту. Блекмор і Діо зробили рекламну роботу для альбому. Невдовзі після виходу альбому Соул покинув групу, а Грубер і Дрісколл були звільнені. Цей перший склад ніколи не виступав наживо, а живі фотографії, використані в обкладинці альбому, містять зображення Блекмора з Deep Purple та живих виступів Elf.
Останній трек альбому, «Still I'm Sad», є інструментальним кавером на пісню The Yardbirds з їхнього альбому 1965-ого року Having a Rave Up with the Yardbirds.

## Сприйняття
Альбом отримав високу оцінку в британських сучасних оглядах за його фентезійний/героїчний ліричний зміст і новаторський рок-стиль. Однак рецензент американського журналу Rolling Stone зневажливо назвав альбом Блекмора «млявим і нудьгуючим у зв’язку з минулими виступами», а групу — «повністю анонімною групою».
Сучасні огляди мають подібний тон. Рецензент AllMusic написав, що в альбомі є «кілька композицій для прослуховування», причому молодий Діо «виявляється найкращим, коли він повністю поступається своїм власним і середньовічним фентезі Блекмора в хард-рокових треках, таких як «Sixteenth Century Greensleeves» і «Man On The Silver Mountain», але зауважив, що гурт став «справжнім збентеженням, коли вони намагалися розслабитися». Канадський журналіст Мартін Попофф зауважив, що в цьому альбомі Блекмор «підтверджує творчий вакуум, який був помітним для його останні роки з Purple», пропонуючи «нудний, застарілий, розбавлений і в значній мірі нелогічний шведський стіл гітарних рок-стилів, усі невражаюче переграні». Він також розкритикував нудну та недорогу продукцію Мартіна Бірча, «яка руйнує те, що вже є млявою локшиною запису», і зберіг лише пісні «Man on the Silver Mountain» та «Sixteenth Century Greensleeves», «які наближаються до гідності Rising»

## Список композицій
| Сторона А | Сторона А                    | Сторона А    | Сторона А  |
| #         | Назва                        | Автор        | Тривалість |
| --------- | ---------------------------- | ------------ | ---------- |
| 1.        | «Man on the Silver Mountain» | Блекмор, Діо | 4:42       |
| 2.        | «Self Portrait»              | Блекмор, Діо | 3:17       |
| 3.        | «Black Sheep of the Family»  | Стів Хаммонд | 3:22       |
| 4.        | «Catch the Rainbow»          | Блекмор, Діо | 6:27       |

| Сторона Б | Сторона Б                         | Сторона Б                       | Сторона Б  |
| #         | Назва                             | Автор                           | Тривалість |
| --------- | --------------------------------- | ------------------------------- | ---------- |
| 1.        | «Snake Charmer»                   | Блекмор, Діо                    | 4:33       |
| 2.        | «The Temple of the King»          | Блекмор, Діо                    | 4:45       |
| 3.        | «If You Don’t Like Rock 'n' Roll» | Блекмор, Діо                    | 2:38       |
| 4.        | «Sixteenth Century Greensleeves»  | Блекмор, Діо                    | 3:31       |
| 5.        | «Still I’m Sad»                   | Пол Семвелл-Сміт, Джим Маккарті | 3:51       |

## Учасники запису
- Ронні Джеймс Діо — вокал
- Річі Блекмор — гітара
- Мікі Лі Соул — піаніно, орган, мелотрон
- Крейг Грабер — бас-гітара
- Гері Дріскол — ударні

## Сертифікація
| Країна                | Сертифікація | Продажі | Посилання |
| --------------------- | ------------ | ------- | --------- |
| Велика Британія (BPI) | Срібний      | 60 000  | [ 7 ]     |